# マルコム・マクラーレン

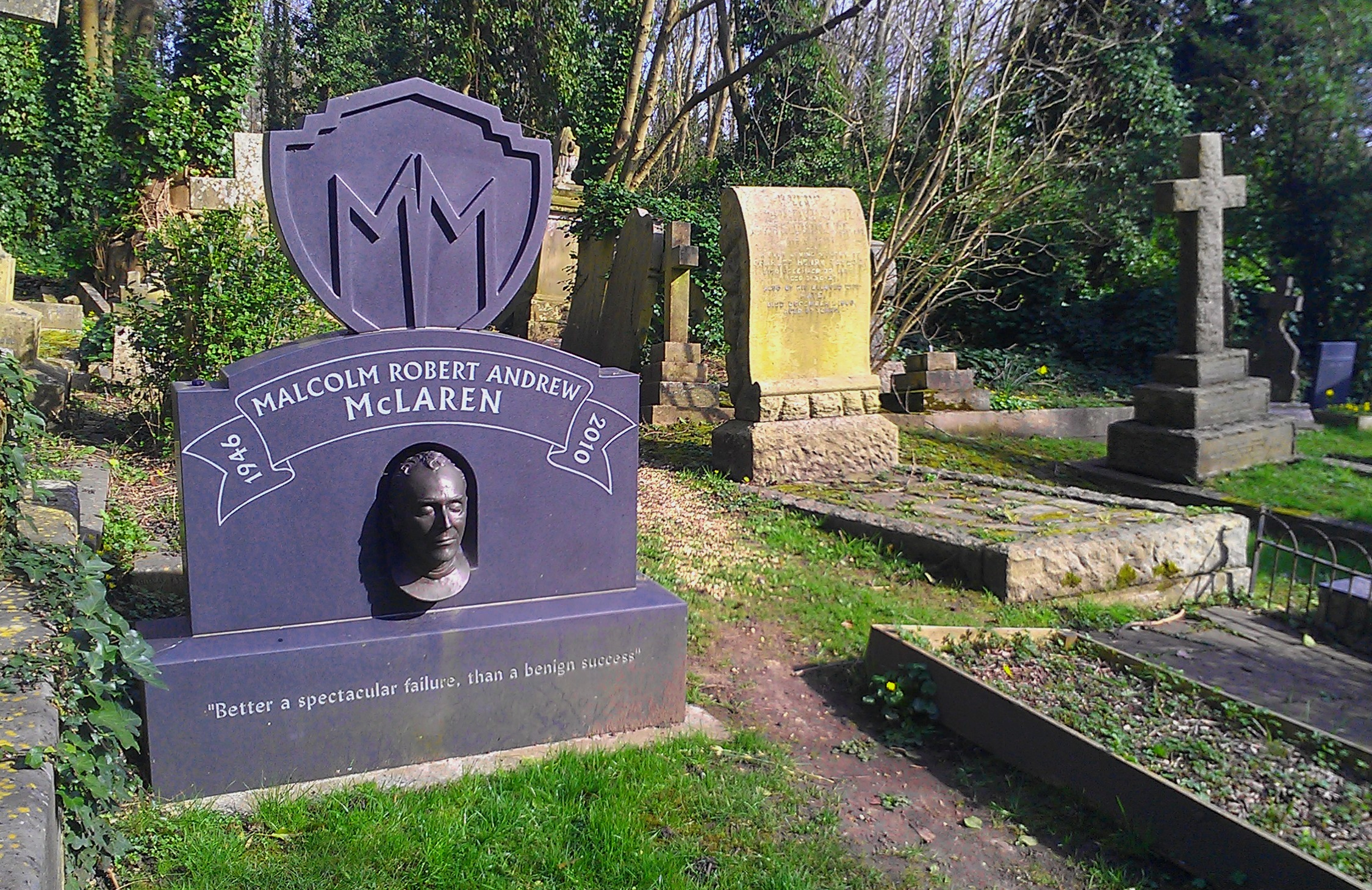
ハイゲイト墓地の東にあるマクラーレンの墓

マルコム・マクラーレン（Malcolm McLaren、1946年1月22日 - 2010年4月8日）は、イギリスのロック・バンド・マネージャー、ファッションデザイナー、ミュージシャン、起業家。セックス・ピストルズおよびニューヨーク・ドールズの仕掛人として知られる。

## 略歴
ロンドン出身。父のピート・マクラーレンはスコットランド人であり、マルコムが生まれた時にまだ10代であった。2歳の時に父が去った為、母方の祖母に育てられた。祖母の家はポルトガル系ユダヤ人の家系でダイヤモンド・ディーラーをしており裕福な家庭であった。幼いころから祖母に「いいかい、悪い子でいる方がよいのよ。良い子にしているなんて退屈よ。それでも良い子でいたい?」と教わったという。マルコムの母親はロンドンで服飾の仕事をしている男性と再婚。継父と母親が所有していた服飾工場は、彼の基礎となった。ロンドン大学ゴールドスミス・カレッジ卒業後、ファッションデザイナーとして活動することとなる。大学時代は、フランス革命家やシチュアシオニスト・インターナショナルから反体制的政治思想の影響を受ける。
2010年4月8日、中皮腫（中皮細胞のがん）によりスイスにて永眠。ロンドン北部のハイゲイト墓地に埋葬される。

## パンク・カルチャー

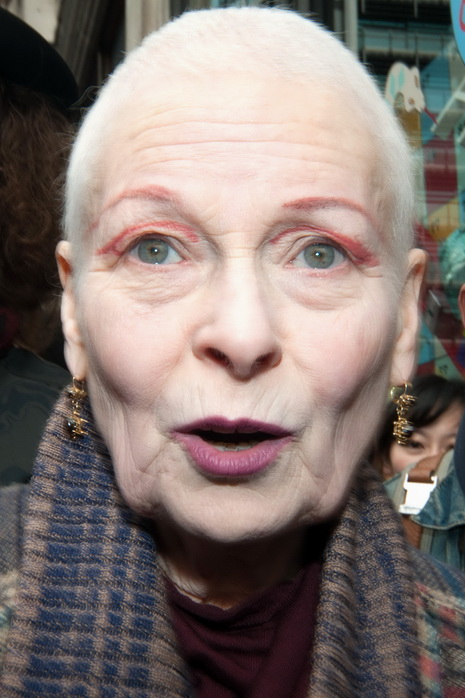
ヴィヴィアン・ウエストウッド

1971年にヴィヴィアン・ウエストウッドとともに、フィフティーズ調ファッションのブティック「Let It Rock」を開店した。ヴィヴィアンとの間には息子のジョセフが生まれている。
1974年に渡米した際にニューヨーク・ドールズを気に入り、マネージャーを務める。程なくしてバンドは解散してしまうが、ニューヨークのアンダーグラウンドで勃興していたニューヨーク・パンクに強い影響を受ける。
帰英後、店名を「Let It Rock」から「SEX」と変えてボンデージファッションを売り始め、さらにこの頃に関わっていたストランドというバンドをパンクのスタイルで売り出そうと考えた。バンドは新たにジョニー・ロットンらを加えてセックス・ピストルズと改名する。
セックス・ピストルズは1976年にEMIと契約し、デビュー。商業的、音楽的に肥大化した既存のロックへのアンチテーゼ、過激で反社会的なイメージ戦略で大成功を収める。これを機にパンク・ファッション、パンク・ロックはイギリスの若者に一大ブームを巻き起こした。
デビュー前のアダム&ジ・アンツのマネージメントも手がけ、バンドメンバーを引き抜いてバウ・ワウ・ワウを結成し、派手なファッション戦略を手がけた。

## サンプリングに使われた曲
- ジャネット・ジャクソン - 『ザ・ヴェルヴェット・ロープ』（1997年）のタイトル曲でマクラーレンの楽曲「Jazz Is Paris」（1994年）が使われている。

## ヒップホップの開拓者としての顔
セックス・ピストルズのマネージャーとして知られるマルコム・マクラーレンは、ヒップホップの開拓者としても有名。
複数のレコードから引用した短いフレーズをコラージュ感覚でまとめた1983年発表のアルバム『俺がマルコムだ! (Duck Rock)』は、そのヒップホップ的手法が様々なクリエイターに影響を与え、エミネム、ミッシー・エリオットなどのヒップホップ系アーティストからミクスチャー・ロック系アーティスト、さらにはジャネット・ジャクソン、マドンナらがサンプリングしている。
また、同アルバムはクラシック音楽とダンス・ミュージックの融合など実験的な試みが取り入れられていた。

## ディスコグラフィ

### スタジオ・アルバム
- 『俺がマルコムだ!』 - Duck Rock (1983年)
- 『ファンズ』 - Fans (1984年)
- 『スワンプ・シング』 - Swamp Thing (1985年)
- 『ワルツ・ダーリン』 - Waltz Darling (1989年) ※マルコム・マクラレン・アンド・ザ・ブーチラ・オーケストラ名義
- 『ラウンド・ジ・アウトサイド!²』 - Round the Outside, Round the Outside (1990年)
- 『パリ』 - Paris (1994年)
- Tranquilize (2005年)
- Shallow – Musical Paintings (2009年)

### コンピレーション・アルバム
- 『バッファロー・ギャルズ - Back To Skool』 - Buffalo Gals Back To Skool (1998年)

### その他
- "Hey DJ" ※The World's Famous Supreme Teamのヒット曲。

## 評伝
- ポール・ゴーマン『評伝 マルコム・マクラーレン』川田倫代訳、イースト・プレス、2024年